# .de
.de és l'actual domini de primer nivell territorial (ccTLD) de la República Federal d'Alemanya. El nom està basat en les primeres dues lletres d'Alemanya en alemany (Deutschland).
Actualment és la segon ccTLD amb més registres, després de .cn. També és el tercer domini de primer nivell més estès, després de .com i .cn.
Anteriorment, els noms de domini havien de tenir almenys tres lletres. Hi havia uns quants dominis de dues lletres registrats abans de l'aplicació de la regla: db.de (Deutsche Bahn, Ferrocarrils alemanys), ix.de (la revista d'informàtica alemanya iX) i hq.de. Un altre domini, bb.de (Bilfinger Berger), es va donar de baixa posteriorment (i després del 2009 el va registrar una altra empresa). Com a conseqüència d'una demanda de Volkswagen, que volia registrar el domini de dues lletres "vw.de", després del 23 d'octubre de 2009, DENIC es va veure obligat a permetre el registre de dominis d'una i dues lletres, així com de només números. dominis, com ara 123.de, xx.de o v.de.